# СКИФ-Силекс
«СКИФ-Слид» — бывший украинский мини-футбольный клуб, обладатель кубка Украины по мини-футболу в 1993 году и победитель чемпионата Украины по мини-футболу 1993/94.

## История
Команда «СКИФ-Силекс» основана в 1992 году на базе Киевского института физической культуры и спорта Украины. Первым тренером являлся Владимир Залойло.
14-18 июня 1993 года в столичном Дворце спорта состоялся финал первого розыгрыша Кубка Украины, в котором принимали участие восемь команд. В финальном матче встретились «СКИФ-Силекс» и запорожская «Надежда-Днепроспецсталь». Основное время матча завершилось вничью — 2:2, а в серии пенальти победу со счётом 5:4 одержал «СКИФ-Силекс». Игрокам победившей команды было присвоено звание «Мастер спорта Украины». Обладателями кубка стали Валерий Паламарчук, Александр Остроушко, Игорь Денисюк, Олег Давыденко, Сергей Лисенчук, Олег Адаменко, Сергей Ожегов, Александр Марцун, Андрей Чичуга, Владимир Кныш, Андрей Ярко, Александр Кондратенко, Руслан Хоботов (не принимал участия в матче из-за травмы). Тренеры: Валерий Шабельников и Владимир Залойло.
По итогам группового этапа чемпионата страны 1993/94 команда хотя и вошла в восьмёрку лучших команд, продолжавших борьбу за медали, однако заняла одно из последних мест, дающих право на выход в следующий круг. Во втором круге команда, поддерживаемая серьёзным спонсором и выступавшая под названием «СКИФ-Слид», выступила значительно лучше, проиграв лишь один матч из семи и заняв первое место. В решающем матче последнего тура со счётом 3:2 была обыграна запорожская «Надежда».
Чемпионский состав «СКИФ-Слида» тренировали Валерий Владимирович Шабельников и Владимир Васильевич Залойло, администратором был Юрий Иванович Ястребинский. За команду выступали ставшие впоследствии известными украинскими мини-футболистами братья Усаковские, Тарас Шпичка, Геннадий Лунин, Андрей Чечуга.
В борьбе за кубок страны 1993/94 киевская команда дошла до полуфинала, выиграв в пяти матчах из шести и уступив лишь днепропетровскому «Нике». В полуфинале, состоявшемся 1 февраля 1994 года, «СКИФ-Слид» уступил запорожской «Надежде» со счётом 0:3.
Два игрока команды «СКИФ-Слид» получили индивидуальные призы: Александр Кондратенко — приз лучшему вратарю, Сергей Усаковский — приз за сделанный хет-трик.
В следующем сезоне у команды поменялся спонсор. Вследствие этого команду покинул тренер Валерий Шабельников и ряд игроков, перебравшихся в Красногоровку, где местная команда боролась за золотые медали.
Вначале 1995 года команда прекращает существование. Её место во втором круге высшей лиги чемпионата Украины занимает другой киевский клуб — «Кий-Адамас», переименованный с началом выступлений в высшей лиге в «Кий-Слид». Выступление нельзя назвать удачным: команда заняла лишь седьмое место. Летом 1995 сменил название на «Кий», а в 1996 на «Кий-Политехник».